# Veikkausliiga 2013
La Veikkausliiga 2013 fue la 83va. temporada de la Primera División de Finlandia. La temporada comenzó el 13 de abril de 2013 y finalizó el 26 de octubre de 2013. El campeón fue el club HJK Helsinki que consiguió su 26° título de liga.

## Ascenso y descenso
| Pos. | Descendidos de la Veikkausliiga 2012 |
| ---- | ------------------------------------ |
| 12º  | Haka                                 |

| Pos. | Ascendidos de la Ykkönen 2012 |
| ---- | ----------------------------- |
| 1º   | RoPS                          |

## Clubes
| Club          | Ciudad      | Estadio                    | Capacidad |
| ------------- | ----------- | -------------------------- | --------- |
| Honka         | Espoo       | Tapiolan Urheilupuisto     | 6.000     |
| HJK           | Helsinki    | Estadio Sonera             | 10.770    |
| Inter Turku   | Turku       | Veritas Stadion            | 10.000    |
| Jaro          | Pietarsaari | Jakobstads Centralplan     | 5.000     |
| JJK           | Jyväskylä   | Harjun stadion             | 3.000     |
| KuPS          | Kuopio      | Savon Sanomat Areena       | 5.000     |
| Lahti         | Lahti       | Lahden Stadion             | 15.000    |
| IFK Mariehamn | Mariehamn   | Wiklöf Holding Arena       | 4.000     |
| MyPa          | Kouvola     | Kymenlaakson Sähkö Stadion | 4.167     |
| RoPS          | Rovaniemi   | Rovaniemen keskuskenttä    | 4.000     |
| TPS           | Turku       | Veritas Stadion            | 10.000    |
| VPS           | Vaasa       | Hietalahti Stadium         | 4.600     |

## Sistema de competición
Los doce equipos participantes jugaron entre sí todos contra todos tres veces totalizando 33 partidos cada uno, al término de la jornada 33 el primer clasificado obtuvo un cupo para la segunda ronda de la Liga de Campeones 2014-15, mientras que el segundo y tercer clasificado obtuvieron un cupo para la primera ronda de la Liga Europea 2014-15; por otro lado el último clasificado descendió a la Segunda División 2014
Un tercer cupo para la segunda ronda de la Liga Europea 2014-15 fue asignado al campeón de la Copa de Finlandia.

## Tabla de posiciones
| Pos. | Equipo           | Pts. | PJ | G  | E  | P  | GF | GC | Dif. | Clasificación 2014–15                 |
| ---- | ---------------- | ---- | -- | -- | -- | -- | -- | -- | ---- | ------------------------------------- |
| 1    | HJK              | 73   | 33 | 22 | 7  | 4  | 78 | 25 | +53  | Segunda ronda de la Liga de Campeones |
| 2    | Honka            | 61   | 33 | 18 | 7  | 8  | 51 | 37 | +14  | Primera ronda de la Liga Europea      |
| 3    | VPS              | 51   | 33 | 14 | 9  | 10 | 41 | 39 | +2   | Primera ronda de la Liga Europea      |
| 4    | IFK Mariehamn    | 49   | 33 | 14 | 7  | 12 | 57 | 62 | −5   |                                       |
| 5    | Lahti            | 48   | 33 | 15 | 3  | 15 | 47 | 49 | −2   |                                       |
| 6    | MyPa             | 47   | 33 | 14 | 5  | 14 | 42 | 37 | +5   | Primera ronda de la Liga Europea      |
| 7    | KuPS             | 41   | 33 | 11 | 8  | 14 | 43 | 42 | +1   |                                       |
| 8    | TPS              | 41   | 33 | 10 | 11 | 12 | 42 | 46 | −4   |                                       |
| 9    | Inter Turku      | 40   | 33 | 9  | 13 | 11 | 31 | 38 | −7   |                                       |
| 10   | Jaro Pietarsaari | 37   | 33 | 9  | 10 | 14 | 41 | 50 | −9   |                                       |
| 11   | RoPS             | 34   | 33 | 8  | 10 | 15 | 25 | 36 | −11  | Segunda ronda de la Liga Europea      |
| 12   | JJK              | 22   | 33 | 4  | 10 | 19 | 27 | 64 | −37  | Descenso a Ykkönen 2014               |

Actualizado a los partidos jugados el 26 de octubre de 2013.
 Fuente: Soccerway
Notas:
1. ↑  Finlandia estaba entre las tres mejores federaciones en el ranking Fair Play de la UEFA y, por lo tanto, recibió un lugar adicional en la Primera ronda de clasificación de la Europa League
2. ↑  Tras ganar la Copa de Finlandia, el RoPS obtuvo un cupo para la segunda ronda de la Liga Europea 2014-15

## Tabla de resultados cruzados
| Local \ Visitante | HJK | HON | INT | JAR | JJK | KUP | LAH | MAR | MYP | ROP | TPS | VPS |
| ----------------- | --- | --- | --- | --- | --- | --- | --- | --- | --- | --- | --- | --- |
| HJK               | —   | 4–2 | 6–0 | 0–0 | 2–0 | 1–2 | 2–1 | 0–0 | 2–0 | 2–0 | 0–2 | 1–2 |
| Honka             | 0–2 | —   | 0–0 | 4–2 | 3–2 | 1–0 | 1–0 | 2–1 | 2–0 | 2–0 | 2–1 | 3–0 |
| Inter Turku       | 2–2 | 0–1 | —   | 1–0 | 3–1 | 2–2 | 2–0 | 0–2 | 0–0 | 0–0 | 1–1 | 0–0 |
| Jaro Pietarsaari  | 2–3 | 2–2 | 0–0 | —   | 3–0 | 2–1 | 7–1 | 1–2 | 2–0 | 2–1 | 1–1 | 2–1 |
| JJK               | 1–3 | 1–0 | 2–0 | 0–0 | —   | 0–0 | 0–0 | 3–2 | 0–3 | 1–1 | 1–1 | 0–1 |
| KuPS              | 0–0 | 1–2 | 1–1 | 3–0 | 2–1 | —   | 0–1 | 0–1 | 1–1 | 1–0 | 4–1 | 1–0 |
| Lahti             | 0–1 | 0–1 | 1–0 | 1–2 | 2–1 | 1–0 | —   | 2–1 | 3–0 | 0–0 | 0–1 | 0–2 |
| IFK Mariehamn     | 0–5 | 1–4 | 1–2 | 1–0 | 2–2 | 4–2 | 2–2 | —   | 0–4 | 1–0 | 2–0 | 0–1 |
| MyPa              | 2–4 | 1–0 | 1–0 | 1–2 | 0–1 | 2–0 | 2–0 | 3–1 | —   | 0–1 | 2–1 | 3–0 |
| RoPS              | 0–0 | 0–1 | 1–0 | 0–0 | 4–0 | 1–0 | 3–0 | 1–3 | 2–1 | —   | 1–0 | 0–0 |
| TPS               | 0–3 | 2–0 | 2–1 | 2–2 | 1–0 | 0–0 | 1–2 | 2–4 | 1–2 | 2–1 | —   | 0–1 |
| VPS               | 1–1 | 0–0 | 1–2 | 2–1 | 1–0 | 1–2 | 0–3 | 2–2 | 4–1 | 3–1 | 0–0 | —   |

| Local \ Visitante | HJK | HON | INT | JAR | JJK | KUP | LAH | MAR | MYP | ROP | TPS | VPS |
| ----------------- | --- | --- | --- | --- | --- | --- | --- | --- | --- | --- | --- | --- |
| HJK               | —   | —   | —   | —   | —   | 4–2 | —   | 6–1 | 2–1 | 3–0 | 3–1 | 3–0 |
| Honka             | 1–0 | —   | —   | —   | 3–3 | 2–4 | 4–2 | —   | —   | 0–0 | —   | —   |
| Inter Turku       | 1–1 | 1–2 | —   | 1–0 | 2–0 | —   | 1–3 | —   | —   | —   | —   | 1–2 |
| Jaro Pietarsaari  | 1–5 | 1–3 | —   | —   | —   | 2–2 | —   | —   | —   | 2–0 | 0–3 | —   |
| JJK               | 0–5 | —   | —   | 0–0 | —   | 0–4 | 2–3 | —   | —   | —   | —   | 1–3 |
| KuPS              | —   | —   | 1–2 | —   | —   | —   | —   | 3–2 | 0–2 | 2–0 | 1–1 | —   |
| Lahti             | 0–2 | —   | —   | 5–2 | —   | 2–0 | —   | 5–1 | —   | 2–3 | 3–2 | —   |
| IFK Mariehamn     | —   | 3–2 | 1–1 | 0–0 | 4–1 | —   | —   | —   | 3–2 | —   | —   | 4–1 |
| MyPa              | —   | 0–0 | 1–1 | 1–0 | 3–0 | —   | 0–1 | —   | —   | —   | —   | 1–1 |
| RoPS              | —   | —   | 1–2 | —   | 1–1 | —   | —   | 0–2 | 0–1 | —   | 1–1 | —   |
| TPS               | —   | 2–0 | 1–1 | —   | 2–2 | —   | —   | 3–3 | 2–1 | —   | —   | 2–1 |
| VPS               | —   | 1–1 | —   | 3–0 | —   | 2–1 | 3–1 | —   | —   | 1–1 | —   | —   |

## Goleadores
| Pos. | Jugador         | Club          | Goles |
| ---- | --------------- | ------------- | ----- |
| 1    | Tim Väyrynen    | Honka         | 17    |
| 2    | Rafael          | Lahti         | 16    |
| 3    | Mikael Forssell | HJK           | 14    |
| 4    | Pekka Sihvola   | MyPa          | 12    |
| 4    | Ilja Venäläinen | KuPS          | 12    |
| 6    | Demba Savage    | HJK           | 11    |
| 6    | Erfan Zeneli    | HJK           | 11    |
| 8    | Tomi Ameobi     | VPS           | 9     |
| 8    | Kris Bright     | IFK Mariehamn | 9     |
| 8    | Jonas Emet      | Jaro          | 9     |